# فهرست پرندگان شب‌گرد
پرندگان زیادی هستند که در شب فعال هستند. برخی مانند جغدها و شبگردبازها عمدتاً شبگرد هستند، در حالی که برخی دیگر وظایف خاصی مانند مهاجرت را به صورت شبانه انجام می‌دهند.
- کیوی قهوه‌ای جزیره شمالی، Apteryx mantelli[۱]
- حواصیل شب تاج‌سیاه، Nycticorax nycticorax[۱]
- جغد تالابی، Asio flammeus[۱]
- جغد گوش‌دراز، Asio otus[۱]
- بوف شاخدار بزرگ، Bubo virginianus[۱]
- جغد نواری، Strix varia[۱]
- جغد خالدار، Strix occidentalis[۱]
- جغد جیغ‌کش شرقی، Megascops asio[۱]
- جغد جیغ‌کش غربی، Megascops kennicottii[۱]
- جغد جیغ‌کش پرمو، Megascops trichopsis[۱]
- جغد اخگری، Psiloscops flammeolus[۱]
- جغد جنی، Micrathene whitneyi[۱]
- جغد خاکستری بزرگ، Strix nebulosa[۱]
- جغد جیغ‌ارهای شمالی، Aegolius acadicus[۱]
- جغد شمالی، Aegolius funereus[۱]
- جغد سوراخ‌نشین، Athene cunicularia[۱]
- کاکاپو، Strigops habroptilus[۱]
- بلبل هزاردستان
- شبگردان